# Polonia Mare (istorie)
Polonia Mare (în poloneză Wielkopolska) este o regiune istorică în Polonia vest-centrală, orașul principal fiind Poznań. 
În istorie granițele sale s-au modificat, dar coincide aproximativ cu Voievodatul Polonia Mare (województwo wielkopolskie) din zilele noastre, cu toare că unele părți din ea se află în voievodatele: Voievodatul Cuiavia și Pomerania, Voievodatul Łódź și Voievodatul Lubusz.

## Originea numelui
Deoarece Polonia Mare a fost zona de stabilire a polanilor și nucleul statului polonez timpuriu, regiunea a fost uneori numită simplu "Polonia" (latină Polonia). Numele mai specific este primul nume înregistrat în 1257 sub forma latină Polonia Maior , și în poloneză ("w Wielkej Polszcze"), în 1449. Numele poate fi interpretat ca referindu-se la vechia Polonie, spre deosebire de Polonia Mică (în poloneză Malopolska, latină Polonia Minor), o regiune din sudul Poloniei cu capitala la Cracovia.

## Geografie
Polonia Mare cuprinde o mare parte din zona râului Warta și afluenții săi, inclusiv râul Noteć. 
Există două mari regiuni geografice: un district cu lacuri în partea de nord, caracterizat prin lacurile post-glaciare și dealuri, și o câmpie destul de plată în partea de sud. Voievodatul Polonia Mare acoperă o suprafață totală de 29,826 km pătrați și are o populație de aproape 3,4 milioane persoane.
Principalul oraș din regiune și capitala provinciei este Poznań, în apropiere de centrul regiunii, pe Warta, cu o populație de peste 560.000 de persoane. Cele mai mari orașe pe lângă Poznań sunt Kalisz la sud-est (cu o populației de 108.000 persoane), Konin la est (cca. 80.000), Piła la nord (c. 75.000), Ostrów Wielkopolski la sud-est (cca. 72.000), Gniezno (o fostă capitală a Poloniei) la nord-est (c. 70.000) și Leszno la sud (circa 64.000). Pentru lista completă a orașelor și subdiviziunile administrative, vezi Voievodatul Polonia Mare. 
O suprafață de 75.84 km pătrați de pădure și zonă cu lacuri la sud de Poznań este destinat Parcului Național Wielkopolski (Wielkopolski Park Narodowy), înființată în 1957. Voievodatul conține, de asemenea, o parte din Parcul Național Drawieński, și 12 parcuri de peisaj. De exemplu, Parcul de peisaj Rogalin este renumit pentru aproximativ 2000 de copaci monumentale de stejar, care cresc în zona de inundație a râului Warta, printre numeroase lacuri.

## Istorie

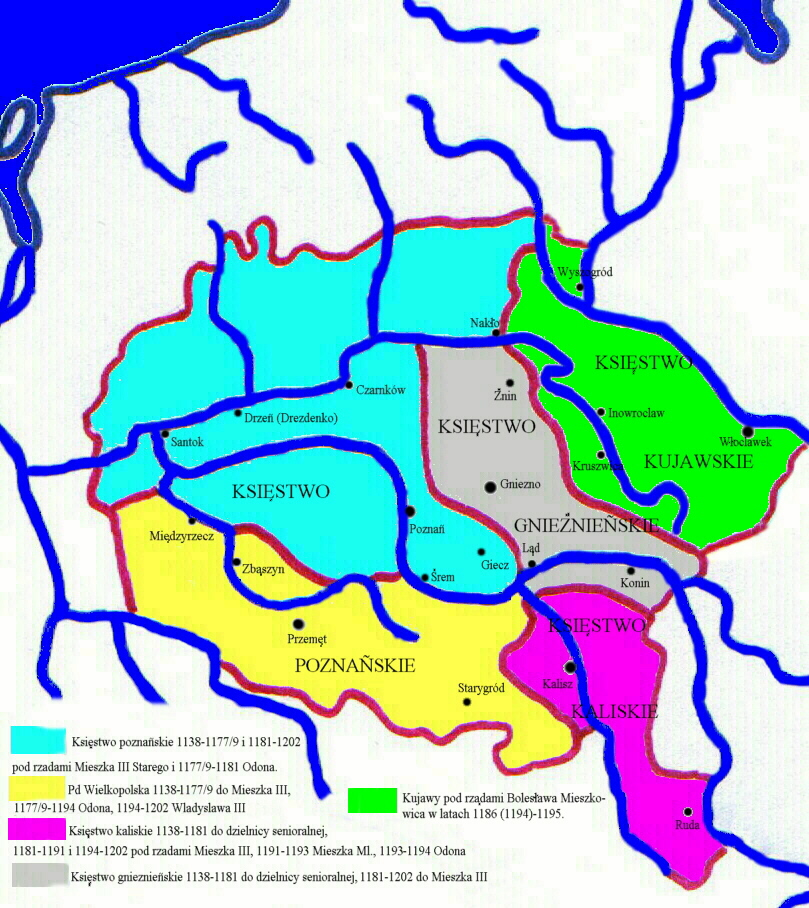
Regiunea istorică Polonia Mare (1138-1202).

Polania Mare forma inima statului polonez timpuriu din secolul al X-lea, uneori fiind numit "leagănul Poloniei". Poznań și Gniezno au fost centre timpurii ale puterii regale, dar în urma devastării regiunii de către rebeliunea păgână în anii 1030, și invazia lui Bretislau I, duce al din Boemiei în 1038, capitala a fost mutată de Cazimir Restauratorul de la Gniezno la Cracovia.
În testamentul lui Boleslau III Krzywousty, care a inițiat perioada de fragmentare a Poloniei (1138-1320), partea de vest a Poloniei Mari (inclusiv Poznań), i-a fost acordat lui Mieszko al III-lea cel Bătrân. Partea de est, cu Gniezno și Kalisz, a fost parte a Ducatului de Cracovia, cedat lui Władysław al II-lea. Cu toate acestea, pentru cea mai mare a perioadei din cele două părți au fost sub un singur conducător, și au fost cunoscute ca Ducat al Poloniei Mari (deși uneori au fost ducatele conduse separat de Poznań, Gniezno, Kalisz și Ujscie). Regiunea a intrat sub controlul lui Władysław I în 1314, și astfel a devenit parte a Poloniei reunite unde Władysław a fost încoronat rege în 1320.
În Regatul reunite, iar mai târziu, în Uniunea statală polono-lituaniană, țara a ajuns să fie divizată în unități administrative numite voievodate. În cazul regiunii Poloniei Mari acestea au fost Voievodatul Poznań și Voievodatul Kalisz. uniunea statală polono-lituaniană a avut, de asemenea, subdiviziuni mai mari cunoscute sub numele de provincii, una dintre acestea a fost Polonia Mare. 
Cu toate această provincie acoperea o suprafață mai mare decât regiunea Polonia Mare, luând în calcul Mazovia și Prusia Regală. (Această diviziune a Coroanei Poloniei în două entități numite Polonia Mare și Polonia Mică care au avut rădăcinile în statutul stabilit de Cazimir cel Mare (1346-1362).

## Orașe importante

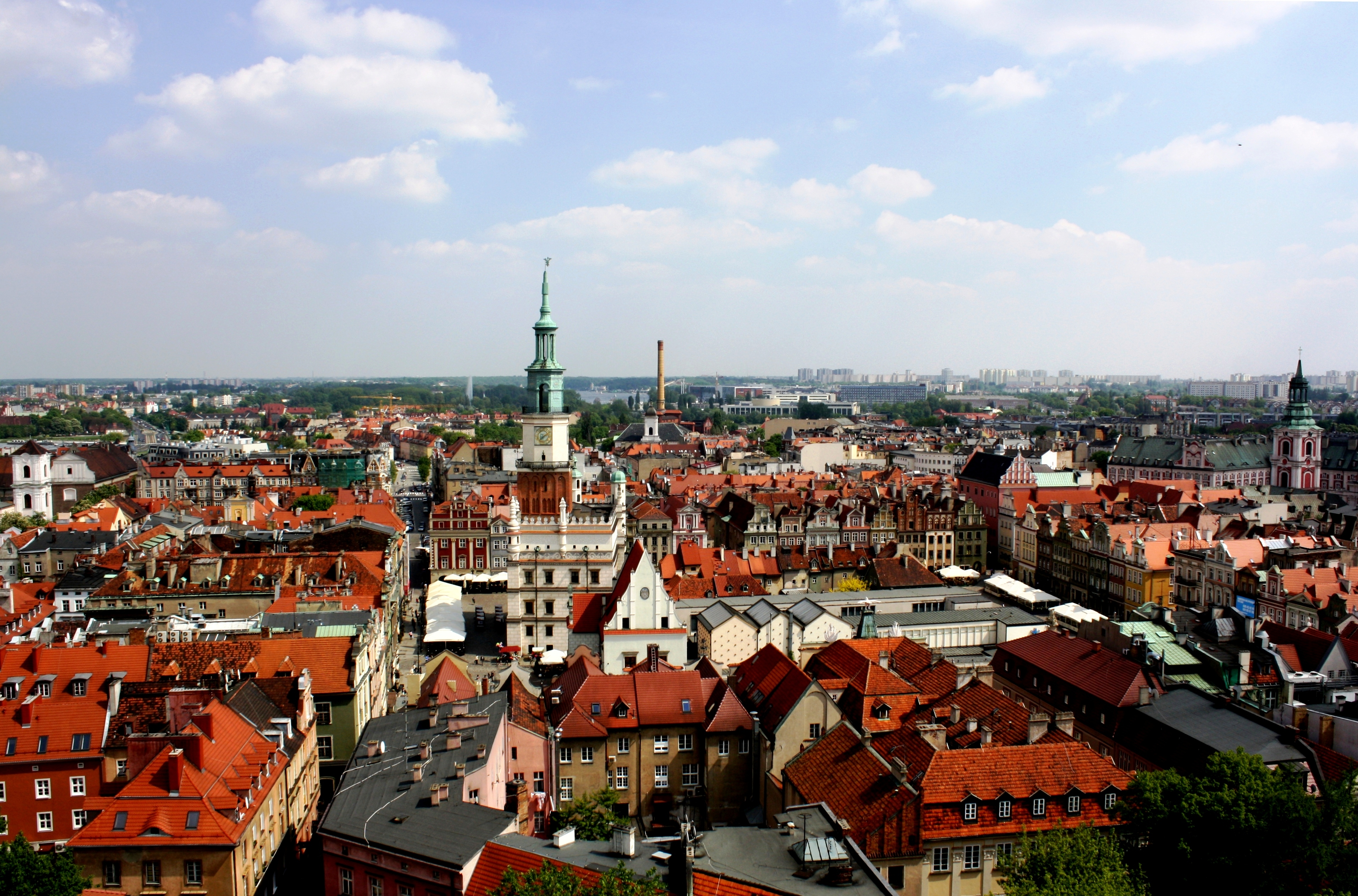
Poznań

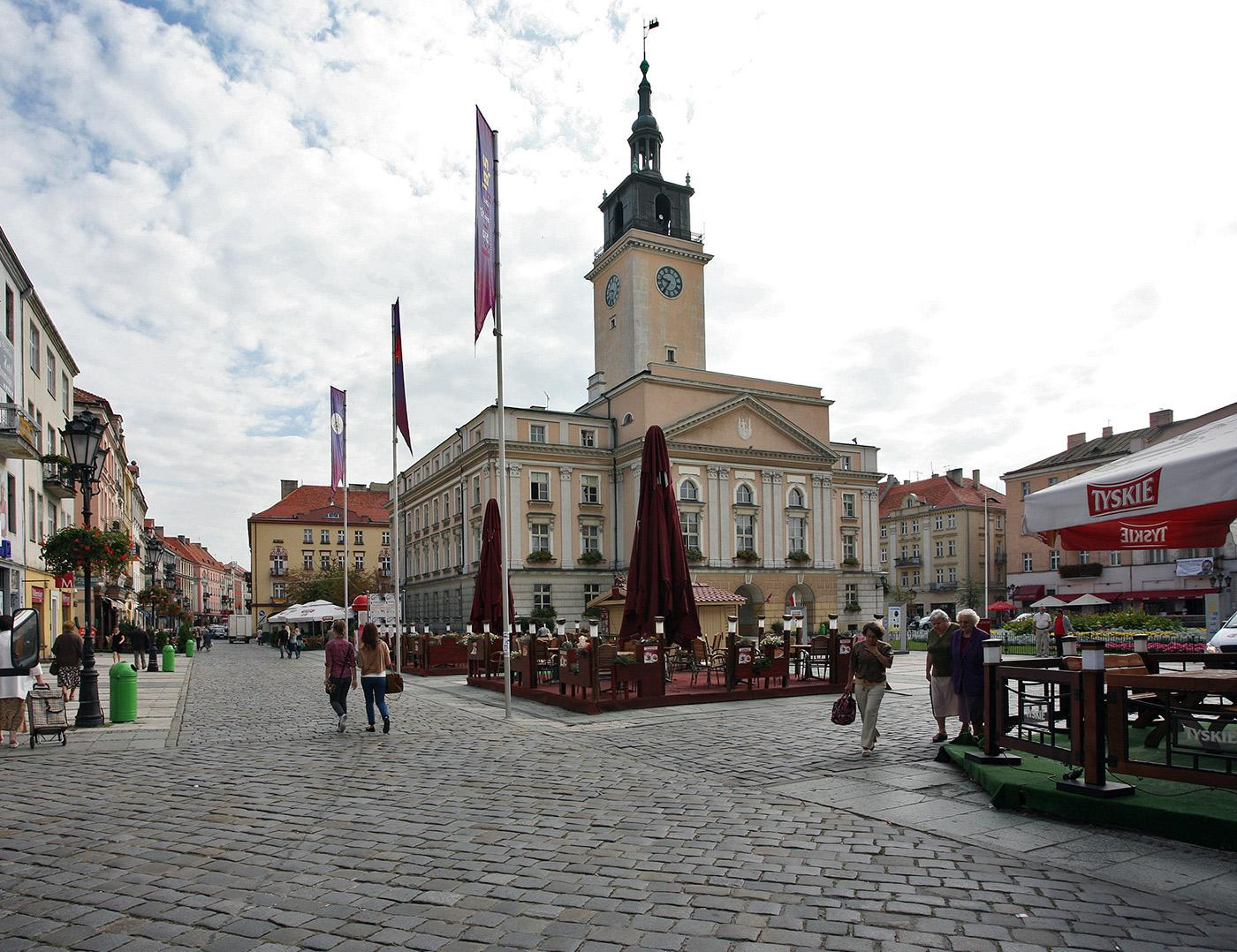
Kalisz

|     | Oraș                | Populație (2014) | Voievodatul (1700) | Voievodatul (2014)    |
| --- | ------------------- | ---------------- | ------------------ | --------------------- |
| 1.  | Poznań              | 546.829          | Poznań             | Polonia Mare          |
| 2.  | Kalisz              | 103.738          | Kalisz             | Polonia Mare          |
| 3.  | Konin               | 76.932           | Kalisz             | Polonia Mare          |
| 4.  | Piła                | 74.471           | Poznań             | Polonia Mare          |
| 5.  | Ostrów Wielkopolski | 72.790           | Kalisz             | Polonia Mare          |
| 6.  | Gniezno             | 69.810           | Kalisz             | Polonia Mare          |
| 7.  | Leszno              | 64.612           | Poznań             | Polonia Mare          |
| 8.  | Swarzędz            | 31.084           | Poznań             | Polonia Mare          |
| 9.  | Luboń               | 30.775           | Poznań             | Polonia Mare          |
| 10. | Śrem                | 30.072           | Poznań             | Polonia Mare          |
| 11. | Września            | 29.656           | Kalisz             | Polonia Mare          |
| 12. | Krotoszyn           | 29.321           | Kalisz             | Polonia Mare          |
| 13. | Jarocin             | 26.335           | Kalisz             | Polonia Mare          |
| 14. | Wałcz               | 26.182           | Poznań             | Pomerania Occidentală |
| 15. | Wągrowiec           | 25.194           | Kalisz             | Polonia Mare          |